# Дарвин (игра)
«Дарвин» — компьютерная игра для программистов, разработанная в 1961 году сотрудниками Bell Labs В. А. Высотским, Дугласом Макилроем и Робертом Моррисом для компьютеров IBM 7090, в которой несколько ассемблерных программ, названных «организмами», загружались в память компьютера. Организмы, созданные одним игроком (то есть принадлежащие к одному виду), должны были уничтожать представителей другого вида и захватывать жизненное пространство. Победителем считался тот игрок, чьи организмы захватывали всю память.
В начале 1980-х годов А. К. Дьюдни (A. K. Dewdney) разработал разновидность этой игры под названием «Бой в памяти» (Core War).